# John Wesley Lafferty sr.
John Wesley Lafferty sr. (Maryland, 1871 – Grand Rapids, 1923) was een Amerikaans componist, dirigent en muziekwinkelier.

## Levensloop
Lafferty was een goede muzikant. Bekend is, dat hij aan het begin van de 20e eeuw in Grand Rapids (Michigan) een muziekwinkel vooral voor blaasinstrumenten heeft gehad. Vanuit een geschiedenisdocument "Dictionary of Grand Rapids (Michigan) 1907" is eveneens herkenbaar, dat hij in Grand Rapids meerde blaasorkesten dirigeerde, zoals de Evening Press Senior Band, de Evening Press Newsboy’s Band, de Hibernian Band, de Letter Carriers' Band, de Madison Square Band, de St. Aloysious Young Men’s Society Band en de Wealthy Heights Band.
Als componist schreef hij verschillende stukken voor harmonieorkest, vocale muziek en kamermuziek. Hij was getrouwd met Sarah F. Lafferty (1872-1925) en samen kregen zij een zoon, John Wesley Lafferty jr. (1900-1958). 

## Composities

### Werken voor harmonieorkest
- 1898 Haunted House, beschrijvende fantasie
- 1898 On the Village Green dans
- 1900 The Seraph, walsen
- 1900 The Voluntary, rêverie
- 1901 Birth of Love, ouverture

### Vocale muziek

#### Liederen
- 1900 My Alabama Home, lied voor zangstem en piano - tekst: Herbert M. Saumenig en Arthur L. Robb
- 1901 Dat Coon has got me guessin, lied voor zangstem en piano[3] - tekst: Herbert M. Saumenig en Arthur L. Robb
- 1902 Some Day I hope mah Honey you'll be mine, lied voor zangstem en piano - tekst: Arthur L. Robb